# Hurbache
Hurbache [yrbaš] je francouzská obec v departementu Vosges v regionu Grand Est. V roce 2013 zde žilo 301 obyvatel.

## Poloha
Sousední obce jsou: Denipaire, Moyenmoutier, Saint-Dié-des-Vosges a La Voivre.

## Pamětihodnosti
Na pískovcovém návrší na hranici s obcí Saint-Dié je "Keltský tábor Bure", opevněné místo se zbytky hradeb. Římská pevnost se sochou Jupitera stála při silnici Via salinatorum a archeologové zde nalezli množství římských a merovejských předmětů. Od roku 1982 je místo památkově chráněno.

## Vývoj počtu obyvatel
Počet obyvatel